# Europese Ombudsman
De functie van Europese Ombudsman is in het leven geroepen in het Verdrag betreffende de Europese Unie (Verdrag van Maastricht). De huidige Europese Ombudsvrouw is Teresa Anjinho, uit Portugal. De Europese ombudsman bestaat sinds 1995.
Overeenkomstig de verdragen zijn het statuut en de algemene voorwaarden voor het uitoefenen van het ambt van ombudsman vastgesteld door een besluit van het Europees Parlement op 9 maart 1994, nadat de Europese Commissie was geraadpleegd en de Raad zijn goedkeuring had verleend.

## Zetel en benoeming
De ombudsman wordt na elke verkiezing van het Europees Parlement voor een ambtsperiode van vijf jaar verkozen, overeenkomstig de zittingsduur van het Parlement. De ombudsman kan worden herkozen. De zetel van de ombudsman bevindt zich in het Vaclav Havelgebouw van het Europees Parlement in Straatsburg. Hij wordt bijgestaan door een secretariaat, waarvoor hij de hoofdverantwoordelijke benoemt.
De ombudsman oefent zijn ambt volledig onafhankelijk en onpartijdig uit. Hij vraagt of accepteert geen enkele instructie van een regering of een instelling. Bovendien mag hij gedurende zijn ambtsperiode geen andere, al dan niet bezoldigde beroepsmatige activiteit uitvoeren.
De ombudsman bekleedt zijn functie tot op het moment dat zijn ambtsperiode afloopt of dat hij al dan niet vrijwillig zijn ambt neerlegt. Indien hij zijn werkzaamheden als ombudsman vroegtijdig beëindigt, wordt zijn opvolger binnen een termijn van drie maanden (te rekenen vanaf het moment waarop de vacature vrijkomt) verkozen voor de resterende periode tot aan het einde van de ambtsperiode.
Als de ombudsman niet aan de voorwaarden voldoet die aan het uitoefenen van zijn ambt zijn gesteld of een ernstige fout begaat, kan hij op verzoek van het Europees Parlement demissionair worden verklaard door het Hof van Justitie.

## Taken
De ombudsman is bevoegd om klachten in behandeling te nemen van elke burger uit de Unie of elke natuurlijke of rechtspersoon die in een lidstaat is gevestigd of aldaar zijn statutaire zetel heeft.
Hij zet zich in om gevallen van wanbeheer bij het optreden van EU-instellingen, organen of instanties aan het licht te brengen, met uitzondering van het Hof van Justitie, het Gerecht en het Gerecht voor ambtenarenzaken bij het uitoefenen van hun gerechtelijke taken.
De ombudsman treedt dus op als bemiddelaar tussen de burger en de EU overheid. Hij heeft het recht om aanbevelingen te doen bij de EU instellingen en kwesties aan het Parlement voor te leggen, zodat dit zo nodig in het geval van slecht beheer de politieke consequenties kan trekken.

## Organisatie van de werkzaamheden

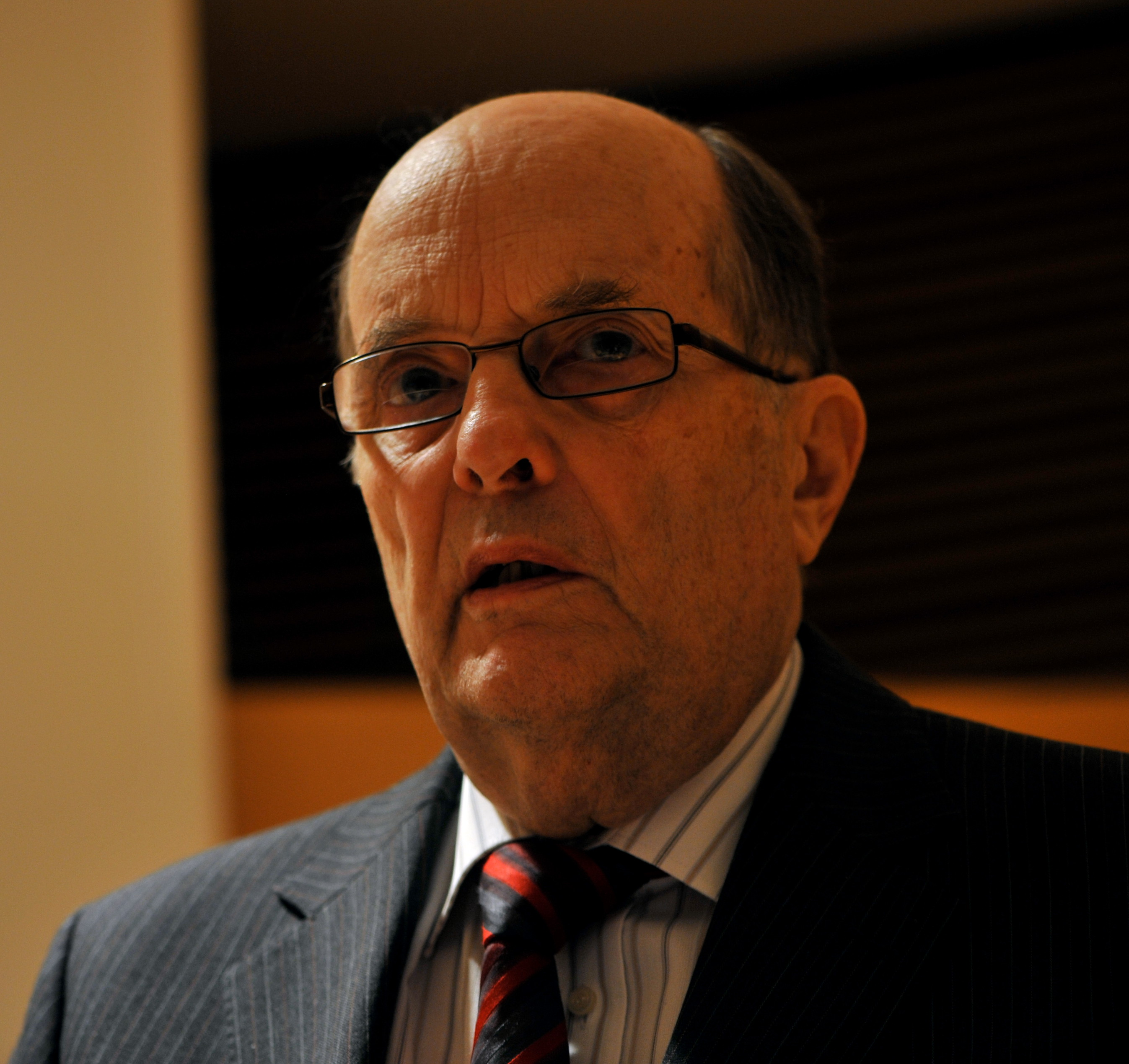
Jacob Söderman

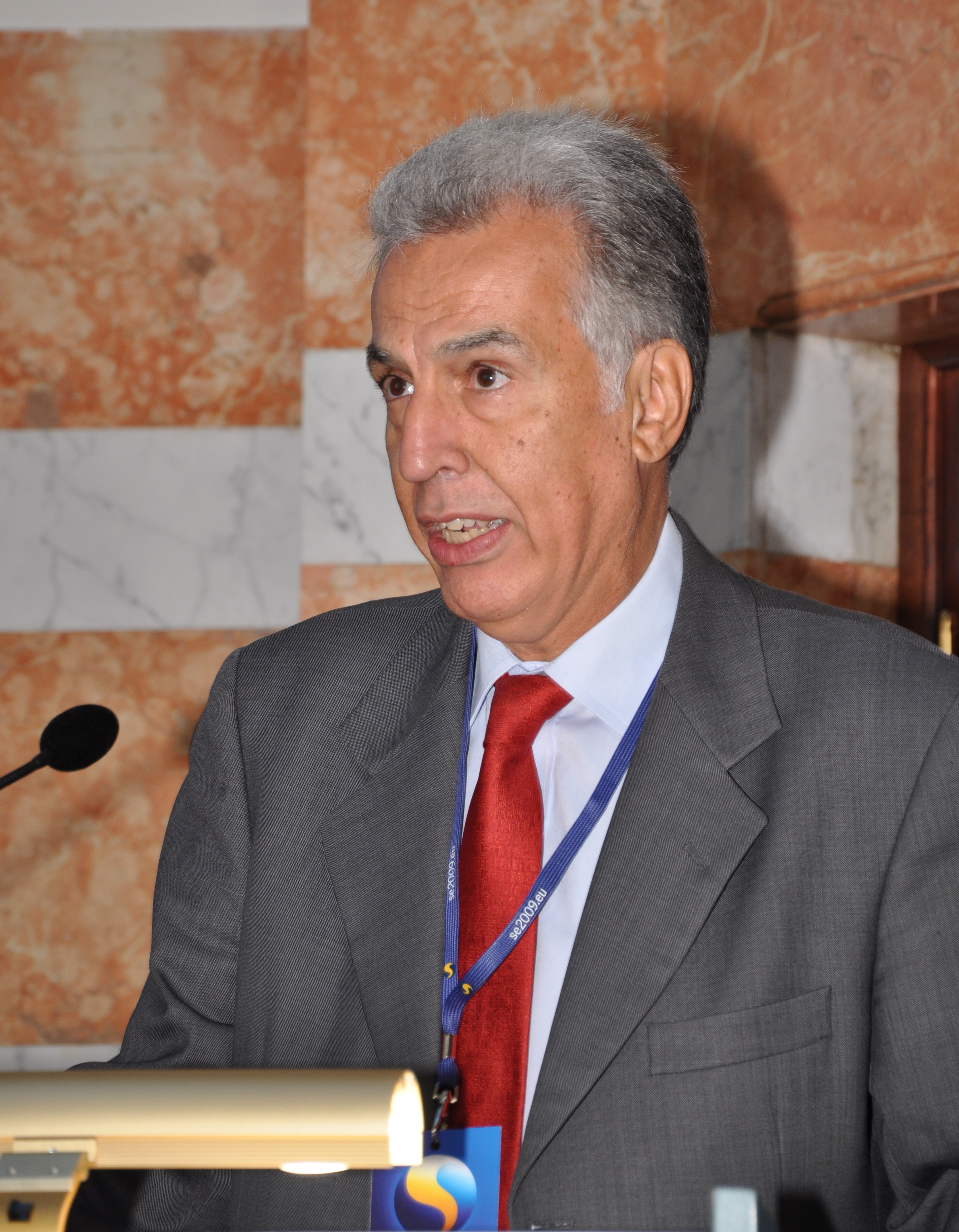
Nikiforos Diamandouros

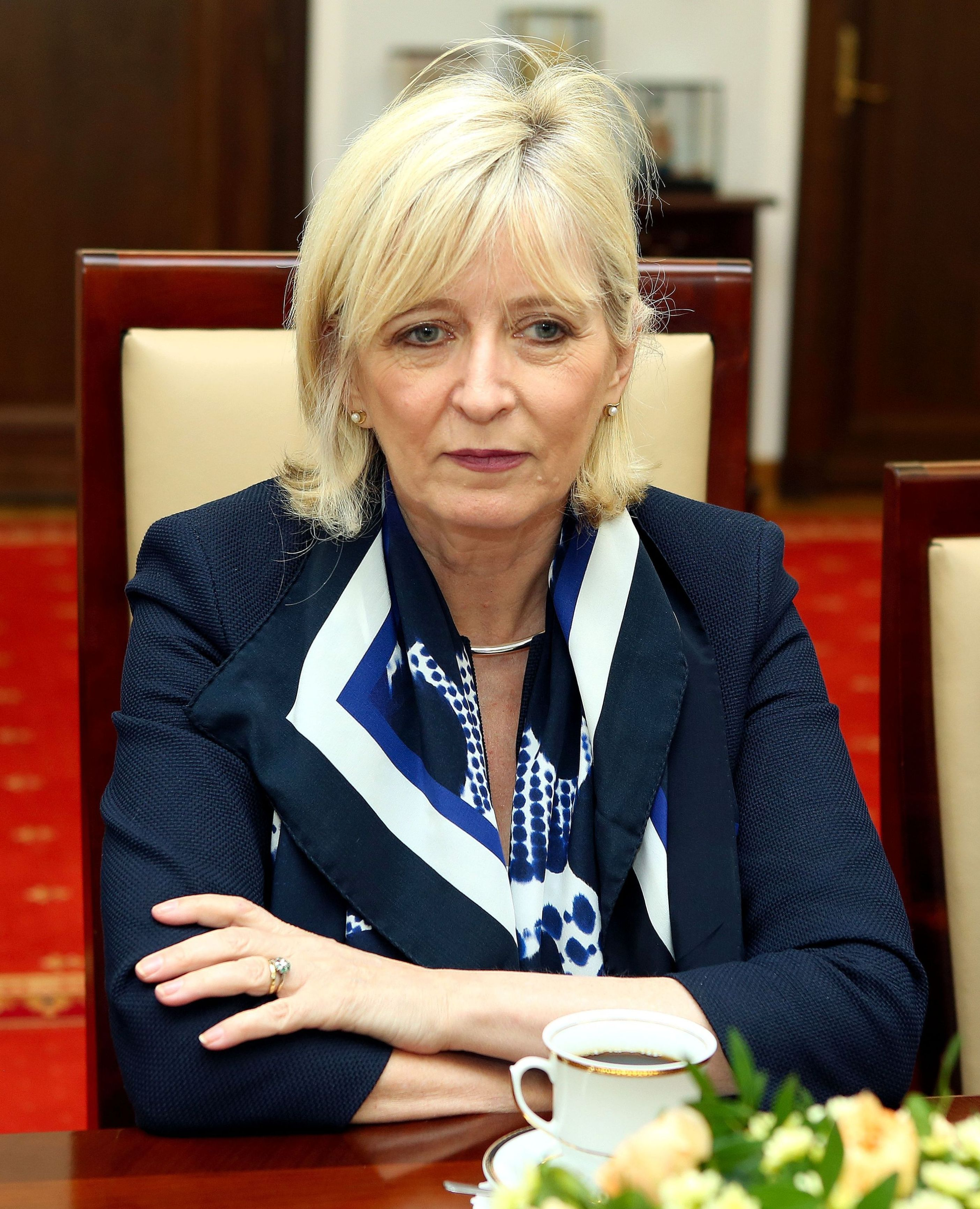
Emily O'Reilly

Een klacht bij de Europese Ombudsman moet worden ingediend binnen twee jaar na de datum waarop de klager kennis heeft genomen van de feiten die aan de klacht ten grondslag liggen. Daarnaast moeten voor de klacht eerst de juiste administratieve procedures zijn doorlopen bij de betreffende instellingen en organen. De klacht wordt niet ontvankelijk verklaard indien de aangevoerde feiten deel uitmaken of hebben uitgemaakt van een gerechtelijke procedure.
Bovendien moet elke klacht die bij de Europese ombudsman wordt ingediend en de identiteit van de persoon van wie de klacht afkomstig is vermelden. De indiener kan echter wel verzoeken om de klacht vertrouwelijk te behandelen. Zo nodig kan de ombudsman de indiener adviseren om zich tot een andere autoriteit te richten.
De ombudsman verricht op eigen initiatief of naar aanleiding van een klacht al het onderzoek dat hij gerechtvaardigd acht om elk mogelijk geval van wanbeheer te achterhalen. Hij informeert de betreffende instellingen of organen, die daarop kunnen reageren. Bovendien zijn de EU instellingen en organen gehouden om hem de verzochte informatie te verstrekken en hem toegang tot de betreffende dossiers te geven.
Indien de ombudsman een geval van wanbeheer heeft vastgesteld, maakt hij de betreffende instelling hierop attent door voorlopige aanbevelingen te doen. De beoogde instelling heeft vervolgens drie maanden de tijd om hem een uitgebreid verslag te doen toekomen. De ombudsman heeft de mogelijkheid om een verslag naar het Europees Parlement en de betreffende instelling te sturen. De indiener van de klacht wordt ook geïnformeerd over het resultaat van dit onderzoek.
Jaarlijks dient de ombudsman een verslag in bij het Europees Parlement over de resultaten van zijn onderzoeken.

## Ombudsmannen
- 1995 - 2003: Jacob Söderman
- 2003 - 2013: Nikiforos Diamandouros
- 2013 - 2025: Emily O'Reilly
- 2025 - heden: Teresa Anjinho